# Hans-Georg Karg
Hans-Georg Karg (* 29. August 1921 in Berlin; † 25. Juni 2003 in Ruhpolding) war ein deutscher Kaufmann, Inhaber der Hertie Waren- und Kaufhaus GmbH. Zusammen mit seiner Frau Adelheid Karg (1921–2004) gründete er die gemeinnützige Karg-Stiftung (Frankfurt am Main).

## Jugend und Lehrjahre
Der Vater Georg Karg (1888–1972) war zu diesem Zeitpunkt Einkäufer bei der Firma Hermann Tietz Warenhäuser. Er trat 1933 in die Geschäftsführung des in wirtschaftlichen Schwierigkeiten steckenden Warenhauskonzerns ein. Dem Unternehmen wurden weitere Kredite von Hausbank und Reichswirtschaftsministerium nur unter der Voraussetzung der "Arisierung" der Geschäftsführung gewährt, so dass die Familie Tietz schließlich aus der Geschäftsführung ausschied und zum Verkauf ihrer Anteile gezwungen wurde. Von der Dresdner Bank erwarb Georg Karg schließlich bis 1942 das Unternehmen Hertie.
Hans-Georg Karg wurde in eine gut situierte bürgerliche Familie in Berlin-Charlottenburg hineingeboren. Er absolvierte nach der Schulausbildung von 1938 bis 1941 eine kaufmännische Lehre im Textilhaus Paul Reetz im niederschlesischen Liegnitz. Nach der Lehre war er zunächst Rekrut in Potsdam. Die Jahre 1943 und 1944 sowie das Kriegsende erlebte Hans-Georg Karg als Soldat in Italien. Wie sein Vater war er nicht Mitglied der NSDAP oder einer anderen NS-Organisation.

## Wiederaufbau
Nach dem Krieg bauten Georg und Hans-Georg Karg das Hertie-Unternehmen wieder auf. Die meisten Hertie-Warenhäuser lagen im Osten Deutschlands und wurden enteignet, die in Westdeutschland waren zerstört oder nur noch eingeschränkt funktionsfähig. 1947 kam es zu einer Einigung mit der in die USA und die Schweiz geflohenen Familie Tietz, der im Rahmen einer Restitution Anteile am Warenhauskonzern übertragen wurden, die diese jedoch in den 50er Jahren an die Familie Karg verkauften. Hans-Georg Karg eröffnete und betrieb zunächst das Hertie-Haus in München, baute sich ein Netz von Lieferanten auf und konnte erfolgreich unmittelbar nach der Währungsreform (Juni 1948) am sogenannten deutschen ‚Wirtschaftswunder‘ teilnehmen. Die Hertie-Kette entwickelte sich zu einem der größten Warenhauskonzerne Westdeutschlands, 1955 waren es insgesamt bereits 25 Warenhäuser in der Bundesrepublik. 1953 trat Hans-Georg Karg in die Geschäftsführung der Hertie Waren- und Kaufhaus GmbH ein, 1961 wurde er Geschäftsführer der gesamten Hertie-Gruppe, die nach Stationen in Hamburg und Berlin seit diesem Zeitpunkt endgültig im zentral gelegenen Frankfurt am Main residierte. 1972, nach dem Tod des Vaters, trat Hans-Georg Karg in allen führenden Ämtern die Nachfolge seines Vaters an.
Hans-Georg Kargs erste Ehefrau Martha starb 1949 bei einem Autounfall mit nur 25 Jahren. Am 12. März 1952 heiratete Hans-Georg Karg Adelheid Sulovsky (1921–2004). Die Ehe blieb kinderlos.

## Späte Jahre
Die spätestens seit den 1970er Jahren anhaltende Krise der Warenhäuser, die auch während der Jahre um die deutsche Wiedervereinigung nur kurz aussetzte, veranlasste Hans-Georg Karg im Jahre 1993, die gesamte Hertie an den Konkurrenten Karstadt zu veräußern. Es war damals ein Konzern mit 100 Warenhäusern, 36.000 Angestellten und 5 Milliarden DM Jahresumsatz. Der Erlös floss größtenteils an die Gemeinnützige Hertie-Stiftung, Frankfurt am Main.
Hans-Georg lebte fortan mit seiner Frau zurückgezogen in Bad Homburg, vor allem aber auf Gut Sossau bei Grabenstätt im Chiemgau. Er ging dort seiner Leidenschaft als Landwirt nach. Zudem trug er eine bedeutende Sammlung der Werke Max Liebermanns zusammen. Seit 1989 widmeten sich die Eheleute Karg dem Aufbau der gemeinnützigen Karg-Stiftung für Hochbegabte, der Hans-Georg Karg bei seinem Tod sein gesamtes Privatvermögen überließ. 2003 starb der Kaufmann und Stifter Hans-Georg Karg, von langjähriger schwerer Krankheit gezeichnet. Adelheid Karg starb 2004.

## Quelle
Alle Dokumente zum Lebensweg Hans-Georg Kargs liegen bei der Karg-Stiftung in Frankfurt am Main.